# Nghiệp (Phật giáo)
Nghiệp trong Phật giáo (zh. yè 業, sa. karma, pi. kamma, ja. gō), là một thuật ngữ từ tiếng Phạn mang ý nghĩa là "hành động" hoặc "việc thực hiện". Trong truyền thống Phật giáo, nghiệp chỉ đến hành động mà được dẫn dắt bởi ý định (cetanā) là cái dẫn dắt đến những kết quả trong tương lai. Những ý định được xem là nhân tố quyết định về cảnh giới tái sinh trong luân hồi (samsara).

## Từ nguyên học
Từ nghiệp (karma) được trích xuất từ gốc của động từ kṛ, mà nó mang nghĩa là "làm, tạo, thực hiện, hoàn tất."
Từ Karmaphala (Tib. rgyu 'bras) mang nghĩa là "trái, quả", là "hậu quả" hoặc là "kết quả" của nghiệp. Một thuật ngữ tương tự là từ karmavipaka, là "quá trình trưởng thành" hay là "sự chín muồi" của nghiệp:
Những hậu quả xa xôi của những sự lựa chọn có mang tính nghiệp lực được coi như là "quá trình trưởng thành" (vipāka) hoặc là "trái, quả" (phala) của các sự lựa chọn mang tính nghiệp lực đó.

Một ví dụ ẩn dụ được lấy từ nông nghiệp:
Một người khi gieo một hạt giống, thì có một khoảng thời gian phát triển chậm, là lúc mà một vài quá trình vô hình bí ẩn xảy ra, và sau đó cái cây sẽ hiện ra và nó có thể thu hoạch được.

Karma được dịch ý là Nghiệp và cũng được phiên âm là Yết-ma, và đặc biệt có sự phân biệt giữa cách dùng (xem Yết-ma 羯磨). Nghiệp là nguyên nhân đưa tới Quả báo, cả hai tạo thành luật nhân quả tuần hoàn không dứt suốt cõi Luân hồi.

## Ý nghĩa
Nghiệp mang những ý sau:
1. Hành vi, hành động, hoạt động, cách cư xử, tư cách, bao gồm 3 hành vi thuộc ý, miệng, và thân;Yết-ma
2. Dấu tích, kết quả lưu lại từ 3 hành vi của nghiệp; năng lực vận hành tiềm tàng - nhân duyên tạo thành từ những hành vi mà cuối cùng sẽ tạo ra các kết quả khác;
3. Hành vi xấu ác, tai hại, mê muội;
4. Hạnh thanh tịnh (sa. anubhāva);
5. Nỗ lực, tinh tiến, phấn đấu (sa. vyāyama).

Khái niệm nghiệp rất quan trọng trong đạo Phật, dùng chỉ quy luật chung nhất về quan hệ nhân quả. Theo đạo Phật, mỗi tác động (nghiệp) - dưới một điều kiện nhất định - sẽ tạo thành một quả (sa. phala). Một khi quả đó chín, nó sẽ rơi trở lại chúng sinh tạo ra nó. Muốn thành quả, một nghiệp phải là tốt (thiện, sa. kuśala) hay xấu (bất thiện, sa. akuśala) và là một hành động cố ý. Vì sự cố ý đó, một nghiệp để lại một dấu vết nơi tâm thức của chúng sinh tạo nghiệp và tâm thức đó sẽ hướng theo những sự tạo tác của chính mình. Thời gian để một quả chín muồi có thể kéo dài rất lâu và chính nó tác động lên sự tái sinh và làm loài hữu tình, trong đó có con người, cứ lưu mãi trong Luân hồi (sa. saṃsāra).